# Crocidura newmarki
Crocidura newmarki — вид ссавців родини Soricidae. Це ендемік Танзанії.
Він обмежений горою Меру, де він є одним із двох ендемічних ссавців, поряд із Lophuromys verhageni. Населяє гірські ліси та вереск над межею дерев. Має довжину від голови до крижа 65–85 мм, хвіст 45–60 мм і вагу 6–11 г. Волоски сиві з коричневими кінчиками. Він названий на честь американського біолога Вільяма Т. Ньюмарка, який провів значні дослідження біорізноманіття Танзанії.
Вважається, що він перебуває під загрозою зникнення, оскільки в майбутньому його гірські місця існування можуть опинитися під загрозою через зміну клімату та, можливо, через туризм.